# Гостра ниркова недостатність
Гостра ниркова недостатність (ГНН) — поліетіологічний патологічний синдром, який розвивається раптово та характеризується тотальним грубим порушенням функції нирок. При ГНН (абревіатура, яку використовують у медичній практиці) припиняється виділення з організму продуктів білкового обміну, з'являється азотемія та уремія, порушуються водно-сольовий обмін, осмотична рівновага та кислотно-основний баланс, втрачається роль нирок у підтримці нормального артеріального тиску та еритропоезу. ГНН характеризується гострим порушенням сечоутворення та сечовиділення з підвищеним вмістом азотистих шлаків у крові.
У дитячому віці ГНН перебігає значно тяжче, аніж у дорослих, тому що канальцева система дитини морфологічно недорозвинена, і ГНН може призвести до смерті або перейти у хронічну ниркову недостатність.

## Етіологія
Гостра уремія виникає у хворих з тяжким шоком різного походження, токсичним пошкодженням нирки, у період гострої тяжкої інфекції, наприклад при септичних абортах, а також при переливанні несумісної крові, травматичному розміжченні м'язів, урологічних захворюваннях, що протікають із закупоркою сечовивідних шляхів.
Виділяють три основні групи етіологічних факторів виникнення ГНН: преренальні, ренальні, постренальні.

### Преренальні причини
1. різке та значне зниження артеріального тиску зі зменшенням ниркового кровотоку при шоці, гострій крововтраті
2. гемоліз та міоліз, зумовлені переливанням несумісної групи крові, гострою гемолітичною анемією, синдромом тривалого здавлювання (травматичний токсикоз), компартмент-синдромом, поширеними опіками
3. великі втрати води та електролітів при асциті, тяжких ексикозах з токсикозом на ґрунті нестримного блювання, важкої диспепсії та діуретичних лікарських засобів
4. ендогенні інтоксикації, зумовлені панкреатитом, перитонітом, гепаторенальним синдромом, кишковою непрохідністю.

### Ренальні причини
1. отруєння речовинами, які мають нефротичну дію (отруйні гриби, фосфор, ртуть, хлороформ, чотирьоххлористий вуглеводень та ін)
2. передозування певними лікарськими засобами (сульфаніламіди, антибіотики та ін.) або підвищена індивідуальна чутливість до них з розвитком гострого токсикоалергійного ураження нирок
3. гемолітико-уремічний синдром та септичний шок з розвитком гострої внутрішньосудинної коагуляції
4. поєднання пневмонії або пієлонефриту з інфекцією при анаеробному сепсисі або некротичним папілітом
5. гломерулонефрит або пієлонефрит (ГНН як ускладнення)
6. відторгнення нирки, що була трансплантована
7. аномалії у розвитку нирок
8. лейкоз, лімфогранулематоз та інші злоякісні пухлиноподібні хвороби
9. колагенові хвороби з тяжким ураженням нирок

### Постренальні (субренальні) причини
1. вроджені вади розвитку сечових шляхів
2. утруднення відтоку сечі з нирок при каменях сечовивідних шляхів, здавленні їх пухлиною, рубцями, запальним інфільтратом у ретроперитональній ділянці. При цьому розвивається так звана екскреторна анурія.

## Патогенез
Патогенез ГНН (та перш за все олігурії) варіабельний, багато в чому залежить від особливостей причинного фактору та індивідуальної реактивності організму. Для розвитку ГНН необхідно ураження не менше 2/3 канальців. При патогістологічному дослідженні зазвичай виявляють структурні зміни канальців (набряк епітелію, дегенерація та його некроз, іноді тубулорексис, розрив базальної мембрани, розширення просвіту канальців, наявність у ньому циліндрів червонуватого або брунатного кольору), патологічні зміни інтерстиція (виражений набряк, кровонаповнення, лімфоїдна інфільтрація), а також капілярів (їхнє звуження, мікротромбоз). Методом електронної мікроскопії визначають порушення проникності базальної мембрани клубочків, ознаки слабкого кровонаповнення капілярів навколо них.
У патогенезі ГНН основним фактором є ішемія та аноксія ниркової тканини, що призводить до загибелі найчутливіших епітеліальних клітин з наступним повним порушенням реабсорбційної здатності ниркових канальців.
Окрім ішемії у патогенезі велике значення мають токсичні впливи на ниркову паренхіму у зв'язку з безпосереднім впливом на неї різних отрут (при екзогенному отруєнні, а також за рахунок скупчення в організмі продуктів азотистого обміну). Є також можливість алергізуючої дії на нирки ряду лікарських засобів (сульфаніламідів, антибіотиків та ін.), продуктів клітинного некрозу та порушення обміну білків.
У розвитку олігурії не можна не рахуватися зі зменшенням клубочкової фільтрації, зумовленим різким спазмом прегломерулярних судин, особливо при «шоковій нирці».
У ґенезі анурії певне значення має обтурація просвіту канальців циліндрами, а при субренальній ГНН — порушення прохідності сечовивідних шляхів.

## Симптоми, перебіг
Виникають на фоні клінічних проявів основного захворювання (інтоксикація, інфекція, шок).
У хворих розвивається анурія або олігурія (виділення менше 400 мл сечі на добу).
- Зростає слабкість, зникає апетит, з'являється нудота, блювання, безсоння, судоми у м'язах, тахікардія.
- У деяких хворих розвивається анемія, гострий психоз.
- У крові швидко підвищується рівень залишкового азоту, креатиніна, калію, індикана.
- На ЕКГ можуть бути ознаки гіперкаліємії, аритмії.
- Після періоду олігурії, який може тривати 5-10 діб, кількість сечі поступово збільшується до 2-4 та більше літрів на добу (поліурія). Період поліурії може тривати декілька днів та призводить до зневоднення з втратою натрію, калію з ознаками серцево-судинної патології. При цьому азотемія може навіть зростати, досягаючи великого ступеня.

У подальшому відбувається поступове відновлення функцій нирок з повним одужанням.

## Лікування
У легших випадках ниркової недостатності, окрім лікування основного захворювання, призначають сечогінні засоби — манітол (10% розчин з розрахунку 1 г/кг маси тіла хворого) або фуросемід (лазикс) у достатній кількості. Їжа повинна містити мало білка, введення рідини обмежують через небезпеку розвитку набряку легень та мозку. Парентерально вводять 40-60 мл 20% розчину глюкози з 5-6 ОД інсуліну, а також 100–200 мл 4% розчину гідрокарбонату натрію.
У більш важких випадках необхідний екстракорпоральний гемодіаліз (позаниркове очищення крові від шлаків) за допомогою апарата «штучна нирка» або перитонеальний діаліз. Ці методи дають можливість очистити організм від скупчення азотистих шлаків та вирівняти порушений мінеральний та кислотно-основний баланс. У період поліурії необхідне достатнє введення рідини (всередину або парентерально), а також призначення хлориду кальцію.